# ペンショップ

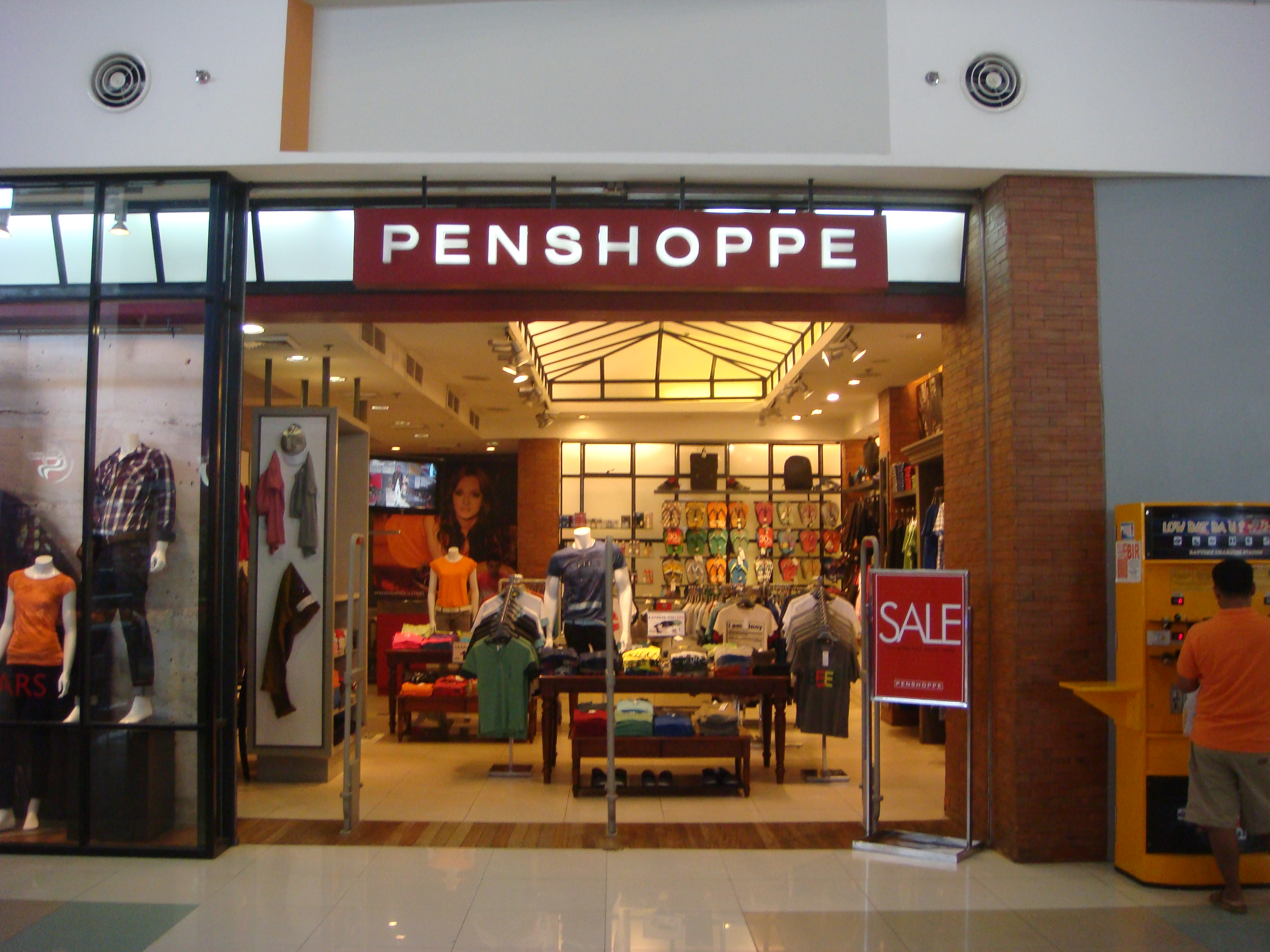
ブラカン州にあるSMスーパーモールズに出店しているペンショップの店舗

ペンショップ (Penshoppe) は1986年にフィリピンで創設されたファッションブランドである。

## 歴史
ペンショップはGolden ABCの中核ブランドであり、フィリピンでも有数のカジュアルブランドの一つである。ペンショップは1986年に大学生の友人同士によるプロジェクトとして始まった。今日、ペンショップは国内の小売業界において業界をリードする企業の一つである。
ヴィサヤ諸島とミンダナオ島に進出した後、ペンショップは首都マニラへと進出する。1991年、SMシティ北EDSA店に初のブティックを構えた。以降、ペンショップは国内の約300の店舗を持つまでに成長した。

## グローバル展開
国内においてある程度の成功を収めた後、ペンショップは海外展開の一環としてアラブ首長国連邦のドバイに初の海外店舗を構えた。さらに、インドネシアの企業と提携してジャカルタにブティックを構えた。現在、ペンショップはシンガポール、マレーシア、ベトナム、オーストラリアなどアジア市場の開拓を予定している。

## 国内CM
以前はNikki GilやHeart Evangelista、Jericho Rosalesと国内のファッションブランドイメージモデルとして契約を結んでいた。現在国内CM出演契約を結んでいる俳優としては、Mikael Daez、Victor Basa、Solenn Heussaff、Bea Soriano、アキヒロ・サトウなどがいる。

## 国際CM
ペンショップは2001年にマンディ・ムーアと国際版CM契約を結んでいた。2011年、ペンショップはゴシップガールに出演していたエド・ウェストウィックと国際版CM契約を結んだ。さらに、タイの俳優マリオ・マウラーはPRアジアと題したキャンペーンにおいてペンショップと国際版CM契約を交わした。2012年4月、ペンショップはザック・エフロンが国際版CM出演契約を受諾したと発表し、同年後半にフィリピンで撮影が行われた。2012年5月、アメリカ合衆国の俳優兼モデルで、CWテレビの番組ヴァンパイア・ダイアリーズにおいてデイモン・サルバトーレ役を務めるイアン・サマーホルダーがペンショップと契約を結んだと発表した。さらに、ゴシップガール出演メンバーの一人であるレイトン・ミースターがペンショップの国際キャンペーン「All Stars」においてCMに出演すると発表した。2012年10月、ペンショップはツイッターの公式アカウントにおいてイギリスの音楽グループワン・ダイレクションと契約を結んだと発表した。